# W. Royal Stokes
W. Royal Stokes (* 27. Juni 1930 in Washington, D.C.; † 1. Mai 2021) war ein US-amerikanischer klassischer Philologe, Althistoriker, Rundfunkmoderator und Jazzautor.

## Leben und Wirken
Stokes wuchs in Washington auf; in seinem Elternhaus befand sich in den 1940er-Jahren der Jazzclub Villa Bea. An den Jazz wurde er durch die Schellackplatten seines Bruders herangeführt; 1947 besuchte er ein Konzert von Louis Armstrong. Er studierte klassische Philologie an der University of Washington, wo er den Bachelor- und Master-Abschluss erwarb; 1965 promovierte er an der Yale University über homerische Sprechformeln. Er war bis 1969 als Professor an der University of Pittsburgh, Tufts University, Brock University und der University of Colorado für Altgriechische Sprache, Lateinische Sprache und Literatur sowie die Geschichte der Antike tätig. Anschließend verließ er den akademischen Betrieb und kehrte in seine Heimatstadt zurück; dort war er von 1972 bis 1987 als Rundfunkmoderator der Radiostationen WGTB und WPFW (Pacifica Radio) tätig. 
Von 1978 bis 1986 schrieb Stokes Jazzkritiken für die Washington Post; außerdem schrieb er für die JazzTimes, als deren Herausgeber er von 1988 bis 1990 fungierte. Anschließend war er Herausgeber der Jazz Notes, der vierteljährlich erscheinenden Zeitschrift der Jazz Journalists Association, zu deren Gründungsmitgliedern er gehörte. Daneben schrieb er eine Reihe von Büchern zur Geschichte des Jazz, darunter zwei Bücher mit Interviews, und ab 1988 die Liner Notes für Jazzalben u. a. von Count Basie, Cecil Bridgewater, Jaki Byard, Benny Golson, Hal Galper, Paul Motian, Buell Neidlinger, Sun Ra und Phil Woods. 2010 übergab er sein Archiv an das Felix E. Grant Jazz Archiv der University of the District of Columbia. 2014 erhielt er den Preis für das Lebenswerk im Jazz-Journalismus (Jazz Journalism Lifetime Achievement) der Jazz Journalists Association.

## Publikationen (Auswahl)
- The Jazz Scene: An Informal History from New Orleans to 1990. Oxford University Press, 1991
- Swing Era New York: The Jazz Photographs of Charles Peterson. Temple University Press, 1994
- Living the Jazz Life: Conversations with Forty Musicians about Their Careers in Jazz. Oxford University Press, 2000
- Growing Up With Jazz: Twenty-Four Musicians Talk About Their Lives and Careers. Oxford University Press, 2005
- The Essential W. Royal Stokes: Jazz, Blues, and Beyond. Hannah Books, 2020